# Стадион Нагаји
Стадион Нагаји (јап. 大阪市長居陸上競技場; Ōsaka-shi Nagai Rikujō Kyōgijō) је стадион у Осаки, Јапан. Капацитет стадиона је 50.000 седећих места.

## Историја
Стадион је отворен 1964. године и тадашњи капацитет му је био 23.000 гледалаца, а први спортски догађај је био фудбалски меч током Летњих олимпијских игара 1964. Капацитет стадиона је 1996. проширен на 50.000 за потребе 52. Националног фестивала спорта Јапана 1997.
Био је један од домаћина Светског првенства у фудбалу 2002, а на њему су одигране две утакмице такмичења по групама и један четвртфинални меч. 
Стадион Нагаји се често користи за атлетска такмичења. Од 24. августа до 2. септембра 2007. на њему је одржано 11. Светско првенство у атлетици на отвореном. Ња њему се од 1996. до 2010. маја сваке године одржавало међународно атлетско такмичење Гранд При Осаке. Такође је још увек стартна и завршна тачка међународног женског маратона Осака, који се одржава сваке године крајем јануара.
Стадион Нагаји је био главни стадион у кандидатури Осаке за организацију Летњих олимпијских игара 2008, међутим Осака није изабрана. 
Фудбалски клуб Серезо Осака користи овај стадион само повремено за важније утакмице. Они највише користе стадион Кинчо, који се налази одмах поред стадиона Нагаји.

## УтакмицеСветског првенства 2002.
| Датум         | Време | 1. Тим   | Рез.         | 2. Тим   | Коло         | Гледалаца |
| ------------- | ----- | -------- | ------------ | -------- | ------------ | --------- |
| 12. јун 2002. | 15:30 | Нигерија | 0 : 0        | Енглеска | Група Ф      | 44.684    |
| 14. јун 2002. | 15:30 | Тунис    | 0 : 2        | Јапан    | Група Х      | 45.213    |
| 22. јун 2002. | 20:30 | Сенегал  | 0 : 1 (прод) | Турска   | Четвртфинале | 44.233    |